# Додек (лаосский)

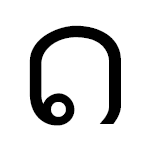

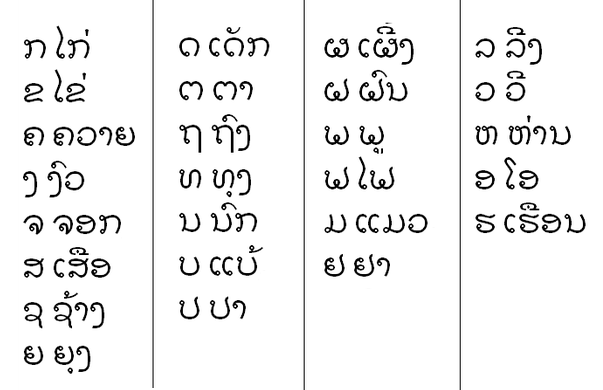
Алфавит

Додек (дек — «ребёнок») — до, девятая буква лаосского алфавита, в тайском алфавите соответствует тайской букве додек, в слоге может быть и инициалью, и финалью. Как инициаль обозначает звонкий альвеолярный взрывной и относится к аксонкан (средний класс) и может образовывать слоги 1,2,3 и 5-го тона. Как финаль относится к матре мекот (финаль Т), образует кхамтай (немодулируемый слог).

## Ваййакон (грамматика)
- Данг, дом, док, дуанг — лаксананам, счётные слова.
- Дуай — предлог, указывающий на орудие действия, переводится творительным падежом управляемого слова или предлогами с, из-за.
- Дай — показатель прошедшего времени.